# Мутация Основателя
«Мутация Основателя» (англ. Founder's Mutation) — второй эпизод десятого сезона «Секретных материалов». Автор сценария и режиссёр — Джеймс Вонг. Премьера эпизода состоялась 25 января 2016 года на телеканале Fox.

## Сюжет
Доктор Санджей приходит на работу в штаб-квартиру компании Nugenics Technology. Его беспокоит загадочный высокочастотный шум в голове. Во время рабочего совещания звук становится настолько невыносимым, что Санджей сбегает с собрания, запирается в серверной и начинает лихорадочно уничтожать данные компании. Не в силах остановить шум, он через ухо втыкает канцелярский нож в головной мозг, после чего умирает. Перед смертью он что-то записывает на ладони левой руки.
Фокс Малдер и Дана Скалли, агенты ФБР из вновь открытого отдела «Секретные материалы», приступают к расследованию данного инцидента. Руководство Nugenics неохотно идет на сотрудничество, поэтому Малдер крадет смартфон Санждея и обнаруживает, что тот практически каждый день общался с человеком по имени Гупта. В одном из баров Вашингтона Малдер встречается с Гуптой, который на поверку оказывается тайным любовником Санджея. Он рассказывает, что в последнее время Санджей отдалился от него и сильно беспокоился о своих «детях», говоря, что они «умирают». Скалли проводит вскрытие тела Санджея и обнаруживает на его левой руке надпись «Мутация Основателя». Это отсылка к владельцу Nugenics Technology Августу Голдману, ведущему затворнический образ жизни. Сотрудники компании называют его Основателем.
Агенты отправляют на вторую, тайную квартиру Санджея в Дюпон-Сёркл. Они находят там многочисленные фотографии детей с различными физическими уродствами. К дому приезжают полицейские, которые, судя по всему, среагировали на сработавшую сигнализацию. Внезапно Малдер слышит в своей голове тот же самый высокочастотный шум, что и Санджей перед самоубийством. Голос приказывает Малдеру «найти её».
Скалли и Малдер показывают помощнику директора ФБР Уолтеру Скиннеру документы, найденные в квартире Санджея. Это истории болезней детей с серьёзными генетическими отклонениями. То, как эти дети связаны с самоубийством доктора Санджея, и является предметом расследования Скалли и Малдера. Однако присутствующий в комнате неизвестный мужчина говорит, что эти документы секретные и принадлежат министерству обороны США. Скиннер уточняет, что раз агенты ФБР потеряли доступ к этим файлам, то их расследование закрыто.
Оставшись наедине, Малдер говорит Скиннеру, что эти дети — плод неудавшихся экспериментов министерства обороны. Скиннер приказывает агентам продолжить расследование неофициально.
Просматривая съемки с видеокамер в штаб-квартире Nugenics, Малдер обращает внимание на стаи птиц, слетевшихся к зданию. Он высказывает гипотезу, что их привлёк инфразвук — колебания, неслышимые для человека. Скалли не понимает, какая связь между птицами, самоубийством Санджея, изуродованными детьми и генетическими аномалиями. Малдер говорит, что Август Голдман — единственный, кто может дать ответы.
Поскольку Nugenics отказывается от сотрудничества, Скалли идет на хитрость, чтобы организовать встречу с Голдманом. Как оказывается, он является одним из крупнейших спонсоров больницы Скорбящей Божьей Матери, где Скалли проработала 7 лет. Скалли говорит сестре Мэри, что доктор Голдман находится под следствием и она хочет избавить его от унизительного визита правительственных агентов без предупреждения.
Внезапно к агентам за помощью обращается беременная пациентка по имени Агнес, которая хочет сбежать из больницы. Она уверена, что её ребёнок ненормальный.
Оказавшись за пределами больницы, Малдер говорит Скалли, что дело нечисто. Отделение для беременных спонсирует Август Голдман, основатель компании, тесно связанной с Министерством обороны. Это может быть очередным этапом экспериментов по евгенике, а женщины служат инкубаторами. Скалли полагает, что 15 лет назад она сама стала жертвой такого эксперимента, когда вынашивала Уильяма — их совместного с Малдером сына. Она представляет, какой могла быть её жизнь рядом с Уильямом.
Малдеру и Скалли удается добиться встречи с Голдманом. Как выясняется, Голдман занимается исследованиями детей, страдающих генетическими заболеваниями или имеющих злокачественные опухоли. Агенты видят, как санитар пытается усмирить одну из пациенток, которая может двигать вещи на расстоянии.
Малдер и Скалли узнают, что Агнес насмерть сбила машина, а её нерожденный ребёнок загадочным образом исчез.
Малдер находит в полицейских архивах информацию о том, что 17 лет назад жена Голдмана Джеки была помещена в госпиталь Св. Елизаветы по решению суда. Джеки обвиняли в убийстве сына, но её признали невменяемой. Джеки рассказывает, как однажды её дочка Молли упала в бассейн и провела под водой целых десять минут. Прыгнув в бассейн, Джеки обнаружила, что дочь не только жива, а как ни в чём не бывало дышит под водой. Джеки догадалась, что муж проводил над их дочерью эксперименты. Будучи на девятом месяце беременности, Джеки пускается в бега. После столкновения с диким животным она попадает в аварию. В её голове начинает звучать высокочастотный шум, Джеки вспарывает себе живот и выпускает младенца на свободу.
Просматривая записи видеонаблюдения, Малдер и Скалли обнаруживают, что во время самоубийства Санджея, в комнате, которая находится аккурат над серверной, на этаже сверху в муках корчится уборщик Кайл Гиллиган. Агенты отправляются на уединенную ферму, где сталкиваются с приемной матерью Кайла. К дому слетаются птицы. Мать Кайла говорит, что это плохой знак. Малдер опять слышит невыносимый звук. Скалли находит Кайла в сарае и берет под арест. Юноша признается, что случайно убил Санджея, и требует встречи со своей сестрой Молли, одной из пациенток Голдмана. Агенты привозят Кайла в лабораторию и Голдман показывает ему Молли. Но мальчик понимает, что эта девушка — подстава. В одном из боксов он находит настоящую сестру. Они телепатическим способом общаются друг с другом и нейтрализуют агентов ФБР. Используя ультразвук, они убивают своего отца Августа Голдмана и покидают здание Nugenics.

## В главных ролях
- Дэвид Духовны — Фокс Малдер, агент ФБР, сотрудник отдела «Секретные материалы».
- Джиллиан Андерсон — Дана Скалли, агент ФБР, сотрудница отдела «Секретные материалы».
- Митч Пиледжи— Уолтер Скиннер, помощник директора ФБР.

## Приглашённые актёры
- Даг Сэвант — Август Голдман, основатель компании Neugenics.
- Ребекка Високки — Джекки Голдман, жена Голдмана.
- Крис Логан — Доктор Санджей.
- Кейси Рол — Агнес, беременная пациентка больницы Скорбящей Божьей Матери.

## Рейтинги
Показ второй серии десятого сезона состоялся 25 января 2016 года. Эпизод посмотрели 9,67 млн зрителей. Рейтинг Нильсена составил 3.2 в возрастной группе 18-49 лет. Это означает, что 3,2 % жителей США в возрасте от 18 до 49 лет, смотревших во время показа данной серии телевизор, выбрали для просмотра именно «Мутацию Основателя». По сравнению с первой серией «Моя борьба», собравшей у экранов 16,19 млн зрителей, аудитория сократилась почти вдвое.

## Съёмки
- Фамилия уборщика Кайла Гиллигана — отсылка к Винсу Гиллигану, создателю сериала «Во все тяжкие» (2008—2013), и сценаристу 29 серий «Секретных материалов».
- Голдман перечисляет генетические заболевания детей, находящихся в его клинике. В их числе — синдром Протея, синдром Крузона, синдром Питта —Хопкинса, синдром Марфана.
- В палате для беременных, ожидающих «особых» детей, показывают фильм «Бегство с планеты обезьян» (1971), а именно сцену, в которой Зира только что родила Цезаря.
- В комментарии к эпизоду «Мутация Основателя» автор сценария и режиссёр серии Джеймс Вонг говорит, что с помощью этого расследования Скалли и Малдер пытаются понять, что случилось с их собственным сыном Уильямом. Они мечтают о том, какой могла бы быть жизнь рядом с Уильямом. По словам Вонга, главная причина, по которой они расстались с Уильямом — страх. Скалли опасалась того, что их сын — инопланетянин. А Малдер боялся, что Уильяма похитят, как ранее похитили его сестру.[источник не указан 3307 дней]